# Władysław Gendera
Władysław Gendera (ur. 4 czerwca 1925, zm. 23 lipca 2000) – pułkownik kontrwywiadu Sił Zbrojnych PRL, oficer WSW.

## Życiorys
Syn Michała. Od 1946 służył w szeregach Wojska Polskiego.
Działał w kontrwywiadzie wojskowym. W okresie stalinowskim służył w Głównym Zarządzie Informacji, gdzie był w stopniu kapitana szefem Oddziału Zarządu II. W 1957 przeszedł do pracy w Wojskowej Służbie Wewnętrznej.
Od 1974 był szefem Oddziału I Zarządu I Szefostwa WSW. Odpowiadał w tym czasie za ochronę kontrwywiadowczą Sztabu Generalnego WP.

## Wyróżnienia
- Wpis rozkazem ministra obrony narodowej gen. Wojciecha Jaruzelskiego do „Honorowej Księgi Czynów Żołnierskich” (1983)

## Film
W filmie Władysława Pasikowskiego Jack Strong (2014) w rolę płk. Gendery wcielił się aktor Zbigniew Zamachowski.